# Amerikai pocoknyúl
Az amerikai pocoknyúl (Ochotona princeps) az emlősök (Mammalia) osztályának nyúlalakúak (Lagomorpha) rendjébe, ezen belül a pocoknyúlfélék (Ochotonidae) családjába tartozó faj.

## Előfordulása
Észak-Amerika valamennyi országában előfordul. A hegyvidékeken található meg.

## Alfajai
- Ochotona princeps figginsi
- Ochotona princeps princeps
- Ochotona princeps saxatilis
- Ochotona princeps schisticeps
- Ochotona princeps taylori

## Megjelenése
Testtömege 170 gramm, testhossza 162-216 milliméter. Szürkésbarna a bundája.

## Életmódja
Az amerikai pocoknyúl füvet, sást, bogáncsot és nagy füzikét fogyaszt. A sasnak, a sólyomnak, a prérifarkasnak, a vörös hiúznak, a rókának és a menyétnek kedvenc zsákmánya.

## Természetvédelmi állapota
A globális felmelegedés is hatással lehet az amerikai pocoknyúlra.

### Fordítás
- Ez a szócikk részben vagy egészben  az   American Pika című angol Wikipédia-szócikk ezen változatának fordításán alapul.  Az eredeti cikk szerkesztőit annak laptörténete sorolja fel. Ez a jelzés csupán a megfogalmazás eredetét és a szerzői jogokat jelzi, nem szolgál a cikkben szereplő információk forrásmegjelöléseként.